# Age of Empires II: The Conquerors
Age of Empires II: The Conquerors (soms afgekort tot AoC) is de uitbreidingsset van het computerspel Age of Empires II. The Conquerors kwam in 2000 uit. Het is het vierde spel van de Age of Empires-spellen van Microsoft Game Studios en Ensemble Studios.
De uitbreiding bevat vijf nieuwe volkeren: Azteken, Hunnen, Maya's, Koreanen en Spanjaarden.

## Nieuwe gebouwen en eenheden
Het meest opvallende was een nieuwe bouwstijl die werd geïntroduceerd: de Meso-Amerikaanse stijl voor Maya's en Azteken (later kwamen de Inca's hier ook nog bij in de uitbreiding Age of Empires II: The Forgotten). De bouwstijl is de enige stijl in het spel waarbij de speler geen stal kan maken om cavalerietroepen te maken, aangezien noch Azeteken, noch Maya's paarden kenden. 

### Wonders
| Beschaving  | Wonder                       |
| ----------- | ---------------------------- |
| Azteken     | Templo Mayor                 |
| Maya's      | Piramide van de Grote Jaguar |
| Hunnen      | Triomfboog                   |
| Spanjaarden | Torre del Oro                |
| Koreanen    | Boeddhistische tempel        |

Het wonder van de Hunnen is geen bouwwerk van het volk zelf, maar verwijst naar de plundertochten die de Hunnen hielden in het Romeinse Rijk. Hun wonder stelt een Romeinse triomfboog voor, mogelijks gebaseerd op de Boog van Constantijn uit Rome. De Hunnen hebben daarentegen nooit voet gezet in Rome. 
Het wonder van de Koreanen is gebaseerd op hoge, middeleeuwse boeddhistische tempels en ook een concreet bouwwerk aanduiden is in dit geval moeilijk. Het gaat hier waarschijnlijk meer over een soort bouwwerk in plaats van een specifiek gebouw. 

### Algemene nieuwe eenheden
De uitbreidingsset bracht ook een aantal nieuwe eenheden met zich mee:
- Adelaarsstrijder: vervangt de traditionele lichte cavalerie als verkenner voor de Meso-Amerikanen.
- Hellebaardier: upgrade voor de piekenier.
- Huzaar: upgrade voor de lichte cavalerie.
- Pétard: een kasteeleenheid die een vat explosieven kan laten afgaan.

### Unieke Nieuwe eenheden
- Jaguarstrijder: Azteekse unieke infanterie-eenheid.
- Gevederde Boogschutter: unieke eenheid van de Maya's. Vervangt de bereden boogschutter.
- Oorlogswagen: unieke eenheid van de Koreanen. Door paarden voortgedreven schietkar.
- Geobukseon: uniek Koreaans schildpadschip.
- Conquistador: unieke eenheid van de Spanjaarden. Bereden haakbusschutter.
- Missionaris: bereden monnik op een ezel.
- Tarkan: Hunse unieke cavalerie-eenheid.

## Gameplay
The Conquerors introduceert een aantal nieuwe gameplayopties ten opzichte van de vorige spellen, waaronder drie nieuwe speelmodes: Defend the Wonder, King of the Hill en Wonder Race. Verder bevat het spel nieuwe speelvelden, waarvan sommige gebaseerd zijn op bestaande locaties. Spelers kunnen hun eenheden in dit spel bijeenbrengen in garnizoenen.
De kunstmatige intelligentie van de personages in het spel is duidelijk groter dan in voorgaande spellen. Zo zullen burgers uit zichzelf al beginnen met het verzamelen van grondstoffen en hoeft de speler hen niet eerst de opdracht hiertoe te geven. Ook zullen onagers niet langer schieten als hun aanval ook bevriende eenheden kan treffen.

## Campagnes
The Conquerors voegt vier nieuwe campagnes toe aan de singleplayer-versie van het spel. Deze zijn gebaseerd op Attila de Huns leven, Montezuma’s verdediging tegen Hernán Cortés, en de avonturen van El Cid. 
De vierde campagne, "Battles of the Conquerors," bestaat uit een reeks opzichzelfstaande scenario’s, elk gebaseerd op een historische veldslag. De veldslagen zijn:
- De Slag bij Hastings.
- De Slag bij Azincourt.
- Vinlandsaga: het verhaal van Erik de Rode en de Noordse ontdekking van Noord-Amerika.
- De Slag bij Poitiers (732) (in het Engels "The Battle of Tours").
- De Slag bij Lepanto.
- De Slag bij Manzikert.
- De Slag nabij Noryang: een veldslag in de tweede Japanse poging om Korea te annexeren op het einde van de 16e eeuw.
- De Slag bij Yamazaki.

## Compatibiliteit
Het spel werkt niet meer goed onder Windows Vista en Windows 7. Er zijn o.a. problemen met de kleuren. Dit is op te lossen door in taakbeheer het proces 'explorer.exe' te beëindigen, aangezien het aerothema van Windows niet goed overweg kan met de oudere kleuren. Een andere oplossing bestaat erin AOE the installeren in een virtuele machine. Een nog andere oplossing is het spel als Administrator uit te voeren in compatibiliteitsmodus voor Windows XP (SP3) en de visuele thema's uit te schakelen.
In Windows 8 zijn deze problemen verholpen.